# Scorticoïta
La scorticoïta és un mineral de la classe dels silicats que pertany al grup de la welinita.

## Característiques
La scorticoïta és un silicat de fórmula química Mn₆(Sb,◻)Σ2(SiO₄)₂O₃(OH)₃. Va ser aprovada com a espècie vàlida per l'Associació Mineralògica Internacional l'any 2019, i encara resta pendent de publicació. Cristal·litza en el sistema trigonal.
L'exemplar que va servir per a determinar l'espècie, el que es coneix com a material tipus, es troba conservat a les col·leccions del Museu d'Història Natural de la Universitat de Pisa (Itàlia), amb el número de catàleg: 19908.

## Formació i jaciments
Va ser descoberta a la mina de manganès de Scortico, a la localitat italiana de Fivizzano (Província de Massa-Carrara, Toscana). Aquest indret és l'únic a tot el planeta on ha estat descrita aquesta espècie mineral.